# Sainte-Anne-d'Auray
 Sainte-Anne-d'Auray  (en bretón Santez-Anna-Wened) es una población y comuna francesa, situada en la región de Bretaña, departamento de Morbihan, en el distrito de Lorient y cantón de Auray.
Lleva su nombre en reconocimiento al santuario de Sainte-Anne d'Auray, lugar donde la aparición de una estatua de Santa Ana ha realizado curaciones y milagros.

## Demografía
| 1335 | 1405 | 1395 | 1512 | 1630 | 1844 |
| Para los censos de 1962 a 1999 la población legal corresponde a la población sin duplicidades (Fuente: INSEE [Consultar]) |      |      |      |      |      |